# Eikyō
Eikyō (japanska: 永享?, Eikyō), 5 september 1429–17 februari 1441,  var en period i den japanska tideräkningen som täckte det första decenniet av kejsare Go-Hanazonos tid på tronen. Shogun var Ashikaga Yoshinori.
Namnet på perioden är hämtat från ett citat ur Hou Hanshu.
Perioden har gett namn åt de så kallade Eykyo-oroligheterna (japanska: Eikyō no ran) 1437, då konkurrerande adelsätter stred om makten i Kantoregionen. Oroligheterna vidareutvecklades i och med kakitsu-incidenten några år senare. Händelserna finns beskrivna i en historisk krönika kallad eikyo-ki.

## Fotnoter
1. ↑  Uppslagsverket Daijirin (大辞林), elektronisk utgåva, Sanseido 2006. Datum enligt den japanska månkalendern som inte helt överensstämmer med den västerländska.
2. ↑  Citatet på klassisk kinesiska: 能立魏々之功、伝于子孫、永享無窮之祚